# بخش سورت
بخش سورت (به انگلیسی: Surat  district) یک منطقهٔ مسکونی در هند است که در گجرات واقع شده‌است. بخش سوره ۴٬۴۱۸ کیلومتر مربع مساحت و ۶٬۰۸۱٬۳۲۲ نفر جمعیت دارد.